# Schleicher ASK 13

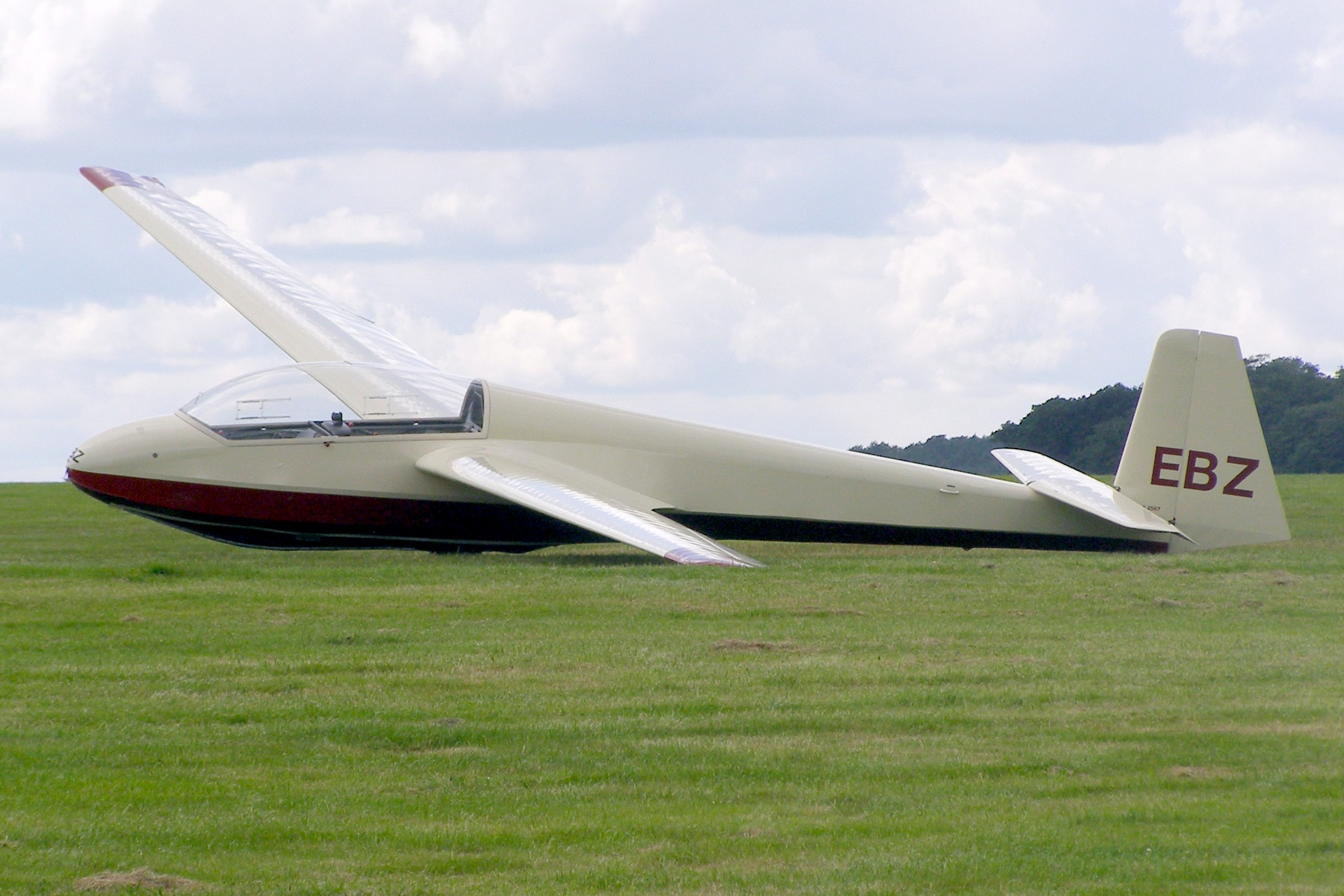
Un ASK 13 a terra.

Lo Schleicher ASK 13 è un aliante biposto appartenente alla categoria A (acrobatica) prodotto dall'azienda tedesca Alexander Schleicher GmbH & Co dagli anni settanta.
È stato, ed è tuttora, ampiamente utilizzato per la scuola e la formazione dei piloti. Numerosi esemplari sono ancora impiegati nelle scuole di volo a vela italiane per il conseguimento della licenza di pilota privato di aliante.

## Storia

### Sviluppo
Nel 1965 Rudolf Kaiser, continuando lo sviluppo del Ka 2 e dello Schleicher Ka 7, progettò l'ASK 13, utilizzando più materiali: metallo, legno e fibra di vetro. Innovativo per l'epoca, offriva un'eccellente visibilità ad entrambi i piloti.
Il primo prototipo venne portato in volo per la prima volta nel luglio 1966 e la produzione ebbe inizio nel gennaio 1967; ad oggi un totale di circa 700 ASK 13 sono stati costruiti da Schleicher.
Dall'ASK 13 deriva il più recente ASK 21.

## Caratteristiche di volo
Di superba concezione, l'ASK 13 è adatto all'esecuzione della vite che con questo aliante è di facile esecuzione e gestione, come lo è per lo stallo nelle varie configurazioni; per questo motivo è stato impiegato per la scuola, cosa che lo ha reso popolare nei club di tutto il mondo; la posizione dell'ala consente al secondo pilota di essere seduto vicino al baricentro, il che permette di ottenere lo stesso comportamento sia nel volo in doppio che in quello solista.
I fattori di carico limite vanno da +4 a -2,5 g.

## Caratteristiche costruttive
L'ala, leggermente con freccia negativa di 6 gradi e dotata di profilo alare Göttingen 535/549, è a struttura in legno con rivestimento in legno e tela ; i diruttori metallici sono sia sopra che sotto l'ala, e gli alettoni sono a struttura in legno con rivestimento in tela. Parte della struttura è in abete rosso e la fusoliera è una struttura tubolare in acciaio saldato coperta di tela, fatta eccezione per il muso che è in fibra di vetro. Gli impennaggi hanno struttura in compensato con rivestimento in tela per le parti mobili e in legno per quelle fisse.
Il carrello monotraccia era originariamente formato da una ruota principale con pattino sotto il muso, poi sostituito su alcuni esemplari con una seconda ruota.

## Utilizzatori

### Militari
Belgio
- Composante air de l'armée belge
  - Cadets de l'Air

operarono con 9 esemplari dall'aprile 1967, tutti ritirati dal servizio nel 2004.